# Vainqueurs du Concours Eurovision de la chanson junior
Le Concours Eurovision de la chanson junior est un concours annuel organisé entre les pays membres de l'UER pour les enfants âgés de 9 à 14 ans (8 et 15 ans entre 2003 et 2006, 10 et 15 ans entre 2007 et 2015). Ce concours junior est diffusé chaque année depuis ses débuts en 2003 et est basé sur le Concours Eurovision de la chanson, l'un des programmes télévisés les plus anciens au monde depuis ses débuts en 1956. Le gagnant du concours a été déterminé à l'aide de nombreuses techniques de vote. tout au long de son histoire; Au centre de ceux-ci ont été les points attribués par le biais du vote du jury ou du vote du public. Le pays ayant obtenu le plus de points est déclaré vainqueur.
Depuis 2023, vingt concours ont été organisés, avec un gagnant chaque année. Douze pays différents ont remporté le Concours Eurovision de la Chanson Junior. Six ont remporté le concours une fois : la Croatie, l'Italie, l'Espagne, l'Ukraine et les Pays-Bas. Cinq ont remporté le concours à deux reprises : l'Arménie, la Biélorussie, Malte, la Pologne (premier pays à gagner consécutivement) et la Russie. Les pays avec le plus grand nombre de victoires sont la Géorgie et la France avec trois victoires. La Croatie et l'Italie ont remporté leurs victoires lors de leur première participation au concours. La Macédoine est le pays avec la plus longue histoire de compétition sans victoire, avec dix-sept participations depuis ses débuts en 2003.
Gagner le Concours Eurovision de la Chanson Junior offre l'opportunité aux artistes gagnants de capitaliser sur leur succès et la publicité environnante en lançant ou en poursuivant leur carrière. Certains artistes de l'Eurovision Junior ont progressé plus tard dans leur carrière pour participer aux finales nationales du Concours Eurovision de la chanson ou à l'événement principal proprement dit, notamment Molly Sandén, Nevena Božović, les Jumelles Tolmatcheva, Lisa, Amy and Shelley, Stefania Liberakakis, Destiny Chukunyere et Iru Khechanovi.
Contrairement au Concours Eurovision de la Chanson, jusqu'en 2012, il n'était pas de tradition que le pays vainqueur précédent accueille la prochaine édition du concours. Cette tradition est cependant appliquée depuis 2013, seules les éditions 2015 , 2018 et 2024 se déroulant dans un pays différent de celui du vainqueur précédent.

## Récapitulatif par année
| Année | Ville hôte  | Date        | Pays vainqueur | Chanson                       | Interprète(s)        | Langue(s)            | Points |
| ----- | ----------- | ----------- | -------------- | ----------------------------- | -------------------- | -------------------- | ------ |
| 2003  | Copenhague  | 15 Novembre | Croatie        | Ti si moja prva ljubav        | Dino Jelusić         | Croate               | 134    |
| 2004  | Lillehammer | 20 Novembre | Espagne        | Antes muerta que sencilla     | María Isabel         | Espagnol             | 171    |
| 2005  | Hasselt     | 26 Novembre | Biélorussie    | My vmeste (Мы вместе)         | Ksenia Sitnik        | Russe                | 149    |
| 2006  | Bucarest    | 2 Décembre  | Russie         | Vesenniy jazz (Весенний джаз) | Jumelles Tolmatcheva | Russe                | 154    |
| 2007  | Rotterdam   | 8 Décembre  | Biélorussie    | S druz'yami (С друзьями)      | Alexey Zhigalkovich  | Russe                | 137    |
| 2008  | Limassol    | 22 Novembre | Géorgie        | Bzz..                         | Bzikebi              | Aucune               | 154    |
| 2009  | Kiev        | 21 Novembre | Pays-Bas       | Click Clack                   | Ralf Mackenbach      | Néerlandais, Anglais | 121    |
| 2010  | Minsk       | 20 Novembre | Arménie        | Mama (Մամա)                   | Vladimir Arzumanyan  | Arménien             | 120    |
| 2011  | Erevan      | 3 Décembre  | Géorgie        | Candy Music                   | Candy                | Géorgien             | 108    |
| 2012  | Amsterdam   | 1 Décembre  | Ukraine        | "Nebo" (Небо)                 | Anastasiya Petryk    | Ukrainien, Anglais   | 138    |
| 2013  | Kiev        | 30 Novembre | Malte          | The Start                     | Gaia Cauchi          | Anglais              | 130    |
| 2014  | Marsa       | 15 Novembre | Italie         | Tu primo grande amore         | Vincenzo Cantiello   | Italien, Anglais     | 159    |
| 2015  | Sofia       | 21 Novembre | Malte          | Not My Soul                   | Destiny Chukunyere   | Anglais              | 185    |
| 2016  | La Valette  | 20 Novembre | Géorgie        | Mzeo (მზეო)                   | Mariam Mamadashvili  | Géorgien             | 239    |
| 2017  | Tbilisi     | 26 Novembre | Russie         | Wings                         | Polina Bogusevich    | Russe, Anglais       | 188    |
| 2018  | Minsk       | 25 Novembre | Pologne        | Anyone I Want to Be           | Roksana Węgiel       | Polonais, Anglais    | 215    |
| 2019  | Gliwice     | 24 Novembre | Pologne        | Superhero                     | Viki Gabor           | Polonais, Anglais    | 278    |
| 2020  | Varsovie    | 29 Novembre | France         | J'imagine                     | Valentina            | Français             | 200    |
| 2021  | Paris       | 19 Décembre | Arménie        | Qami Qami (Քամի Քամի)         | Maléna               | Arménien, Anglais    | 224    |
| 2022  | Erevan      | 11 Décembre | France         | Oh Maman !                    | Lissandro            | Français             | 203    |
| 2023  | Nice        | 26 Novembre | France         | Cœur                          | Zoé Clauzure         | Français             | 228    |
| 2024  | Madrid      | 16 Novembre | Géorgie        | To My Mom                     | Andria Putkaradze    | Géorgiens            | 239    |

## Récapitulatif par pays

Carte montrant le nombre de victoires de chaque pays au Concours Eurovision de la chanson junior (par couleur)

- Informations complémentaires :

| † | Inactifs – pays qui ont participé dans le passé mais n'ont pas figuré au concours le plus récent, ou n'apparaîtront pas au prochain concours. |
| ◇ | Inéligible – pays dont les diffuseurs ne font plus partie de l'UER et ne sont donc pas éligibles à participer                                 |

| Nombre de victoires | Pays          | Année(s)                    |
| ------------------- | ------------- | --------------------------- |
| 4                   | Géorgie       | - 2008 - 2011 - 2016 - 2024 |
| 3                   | France        | - 2020 - 2022 - 2023        |
| 2                   |               |                             |
| Biélorussie         | - 2005 - 2007 |                             |
| Malte               | - 2013 - 2015 |                             |
| Russie              | - 2006 - 2017 |                             |
| Pologne             | - 2018 - 2019 |                             |
| Arménie             | - 2010 - 2021 |                             |
| 1                   |               |                             |
| Croatie             | 2003          |                             |
| Espagne             | 2004          |                             |
| Pays-Bas            | 2009          |                             |
| Ukraine             | 2012          |                             |
| Italie              | 2014          |                             |

## Interprètes et auteurs-compositeurs avec plusieurs victoires
Les personnes suivantes ont remporté plus d'une fois le Concours Eurovision de la Chanson Junior en tant qu'interprète ou auteur-compositeur.
| Victoires | Nom                   | Gagne en tant qu'interprète | Gagne en tant qu'auteur-compositeur |
| --------- | --------------------- | --------------------------- | ----------------------------------- |
| 2         | Giga Kukhianidze      | NC                          | 2011, 2016                          |
| 2         | Małgorzata Uściłowska | NC                          | 2018, 2019                          |
| 2         | Barbara Pravi         | NC                          | 2020, 2022                          |

## Par langue
Depuis le début du concours en 2003, toutes les nations en compétition doivent chanter dans la langue nationale (ou les langues nationales) du pays représenté, avec au moins 60 % de la chanson devant être dans une langue nationale du pays.
| Victoire(s) | Langue(s)   | Année(s)                                             | Pays                                                       |
| ----------- | ----------- | ---------------------------------------------------- | ---------------------------------------------------------- |
| 9           | Anglais     | 2009, 2012, 2013, 2014, 2015, 2017, 2018, 2019, 2021 | Pays-Bas, Ukraine, Malte, Italie, Russie, Pologne, Arménie |
| 4           | Russe       | 2005, 2006, 2007, 2017                               | Biélorussie, Russie                                        |
| 3           | Français    | 2020, 2022, 2023                                     | France                                                     |
| 3           | Géorgien    | 2011, 2016, 2024                                     | Géorgie                                                    |
| 2           | Arménien    | 2010, 2021                                           | Arménie                                                    |
| 2           | Polonais    | 2018, 2019                                           | Pologne                                                    |
| 1           | Croate      | 2003                                                 | Croatie                                                    |
| 1           | Espagnol    | 2004                                                 | Espagne                                                    |
| 1           | Néerlandais | 2009                                                 | Pays-Bas                                                   |
| 1           | Ukrainien   | 2012                                                 | Ukraine                                                    |
| 1           | Italien     | 2014                                                 | Italie                                                     |

1. ↑  Cette chanson a été partiellement chantée en Néerlandais.
2. ↑  Cette chanson a été partiellement chantée en Ukrainien.
3. ↑  Cette chanson a été partiellement chantée en Italien.
4. ↑  Cette chanson a été partiellement chantée en Russe.
5. 1 2  Cette chanson a été partiellement chantée en Polonais.
6. ↑  Cette chanson a été partiellement chantée en Arménien.
7. 1 2 3 4 5 6 7  Cette chanson a été partiellement chantée en Anglais.

## Galerie

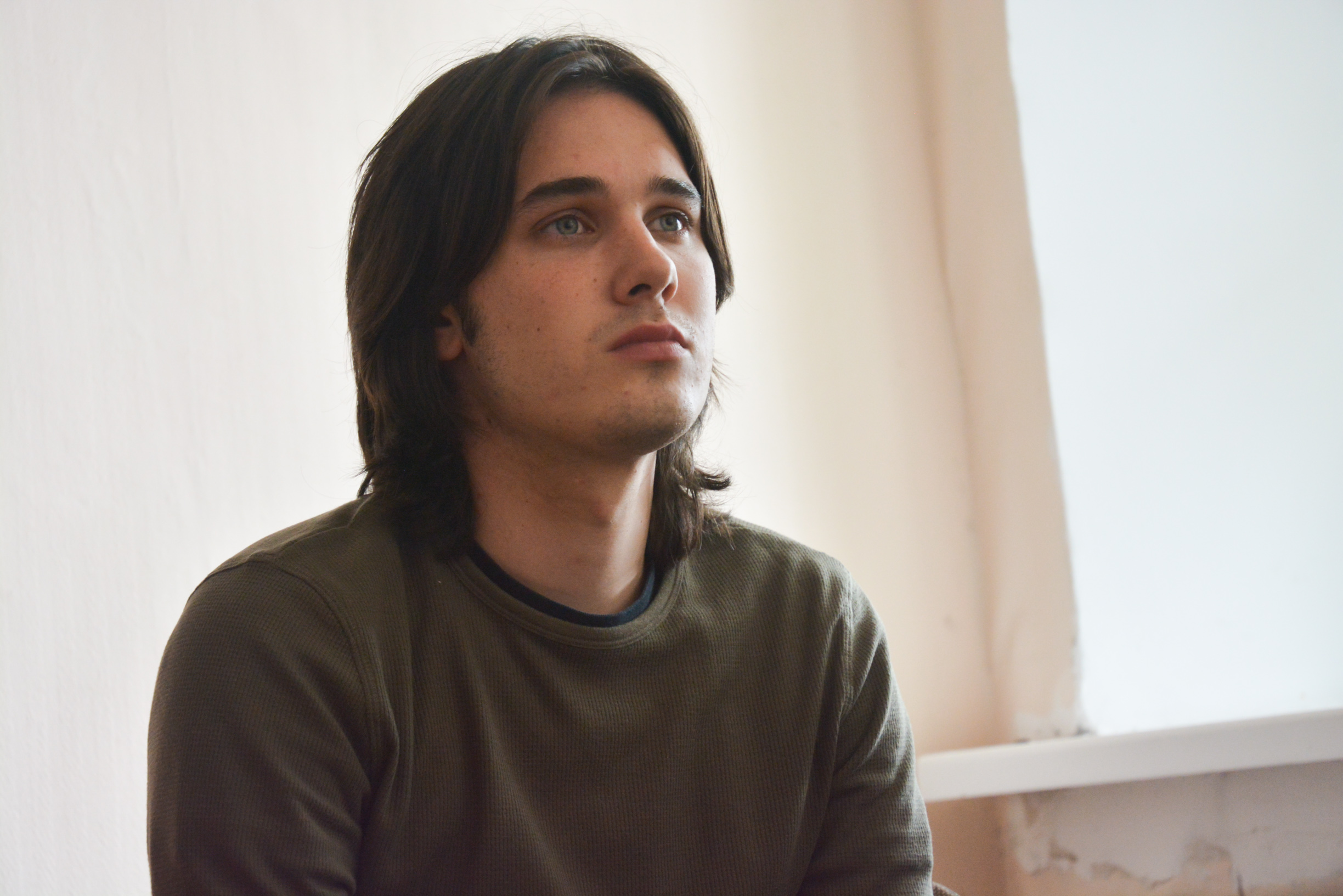
Dino Jelusić, gagnant du Concours en 2003 pour la Croatie.
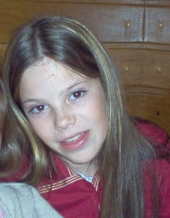
María Isabel, gagnante du Concours en 2004 pour l'Espagne.
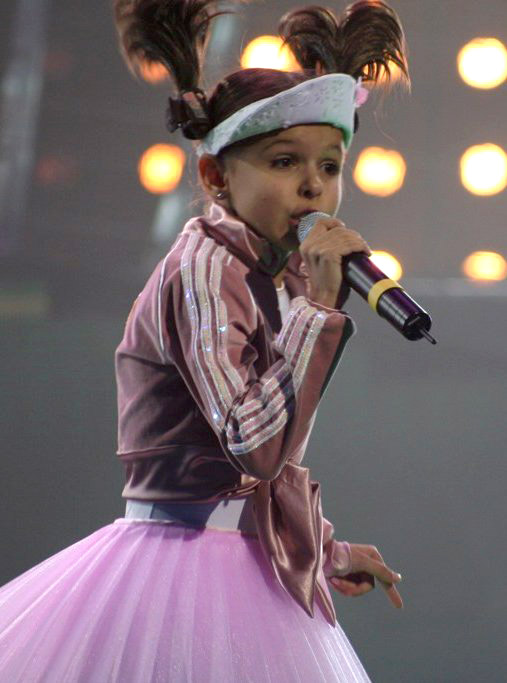
Ksenia Sitnik, gagnante du Concours en 2005 pour la Biélorussie.
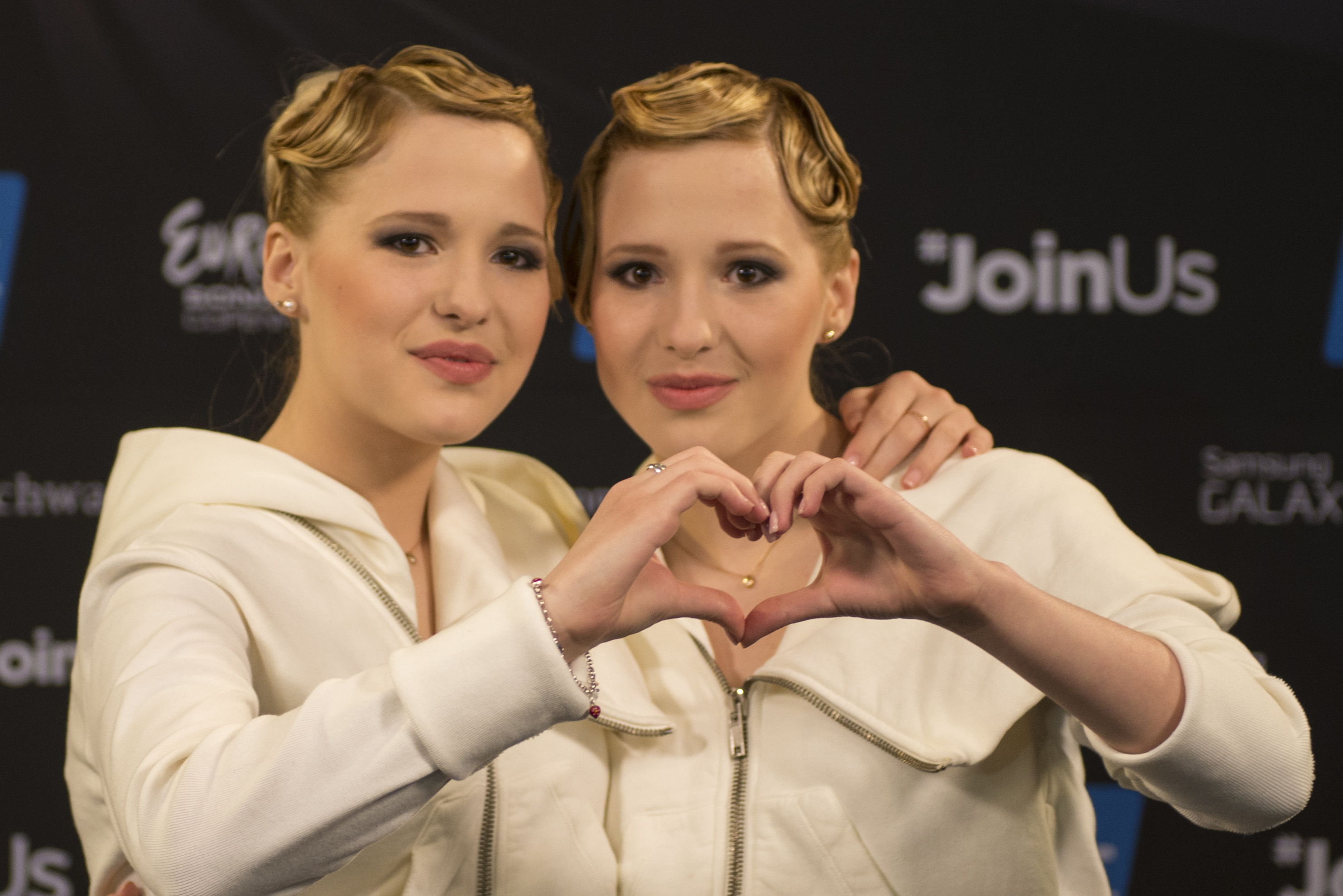
Les Jumelles Tolmatcheva, gagnante du Concours en 2006 pour la Russie.
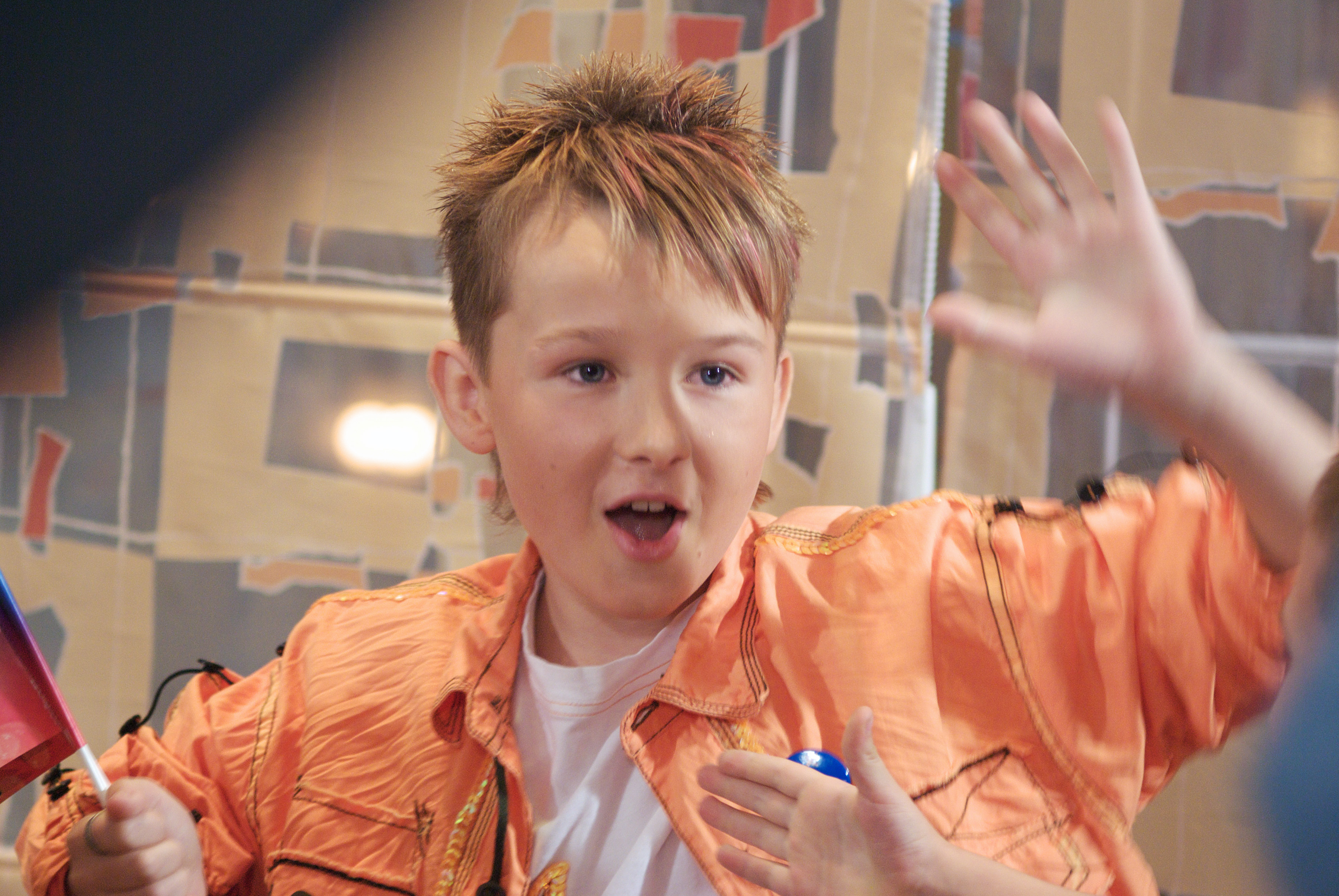
Aliaxieï Jygalkovitch, gagnant du Concours en 2007 pour la Biélorussie.
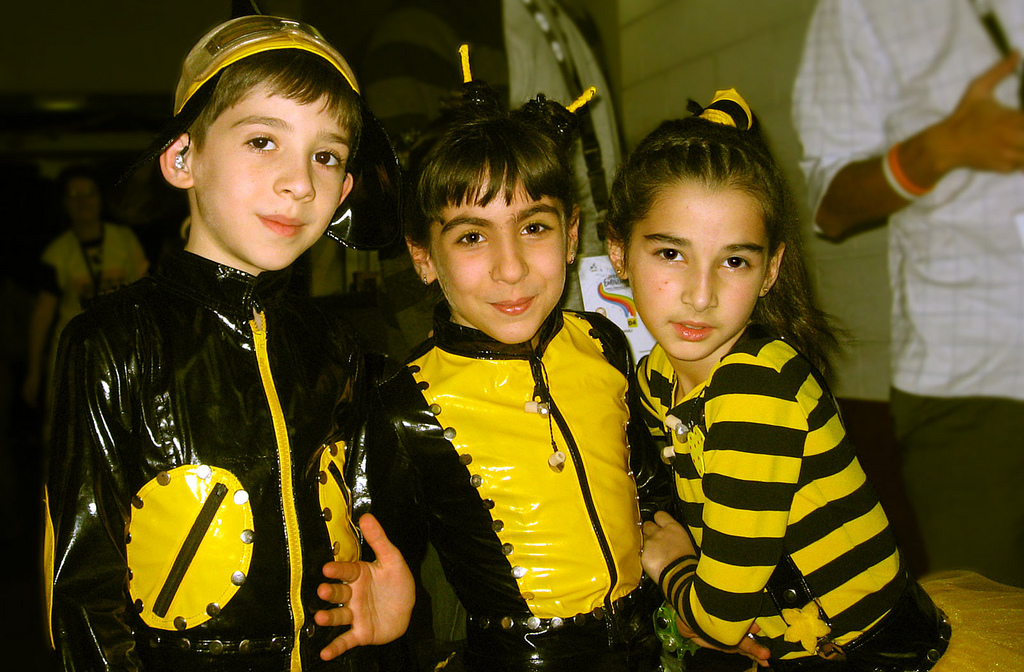
le groupe Bzikebi, gagnants du Concours en 2008 pour le Géorgie.
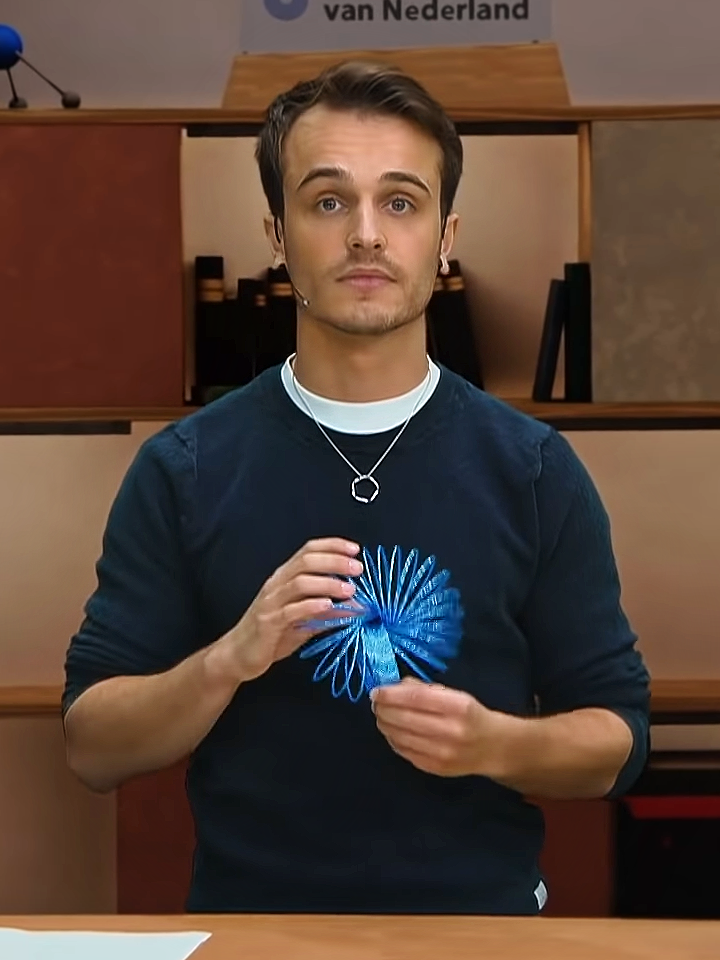
Ralf Mackenbach, gagnant du Concours en 2009 pour les Pays-Bas.
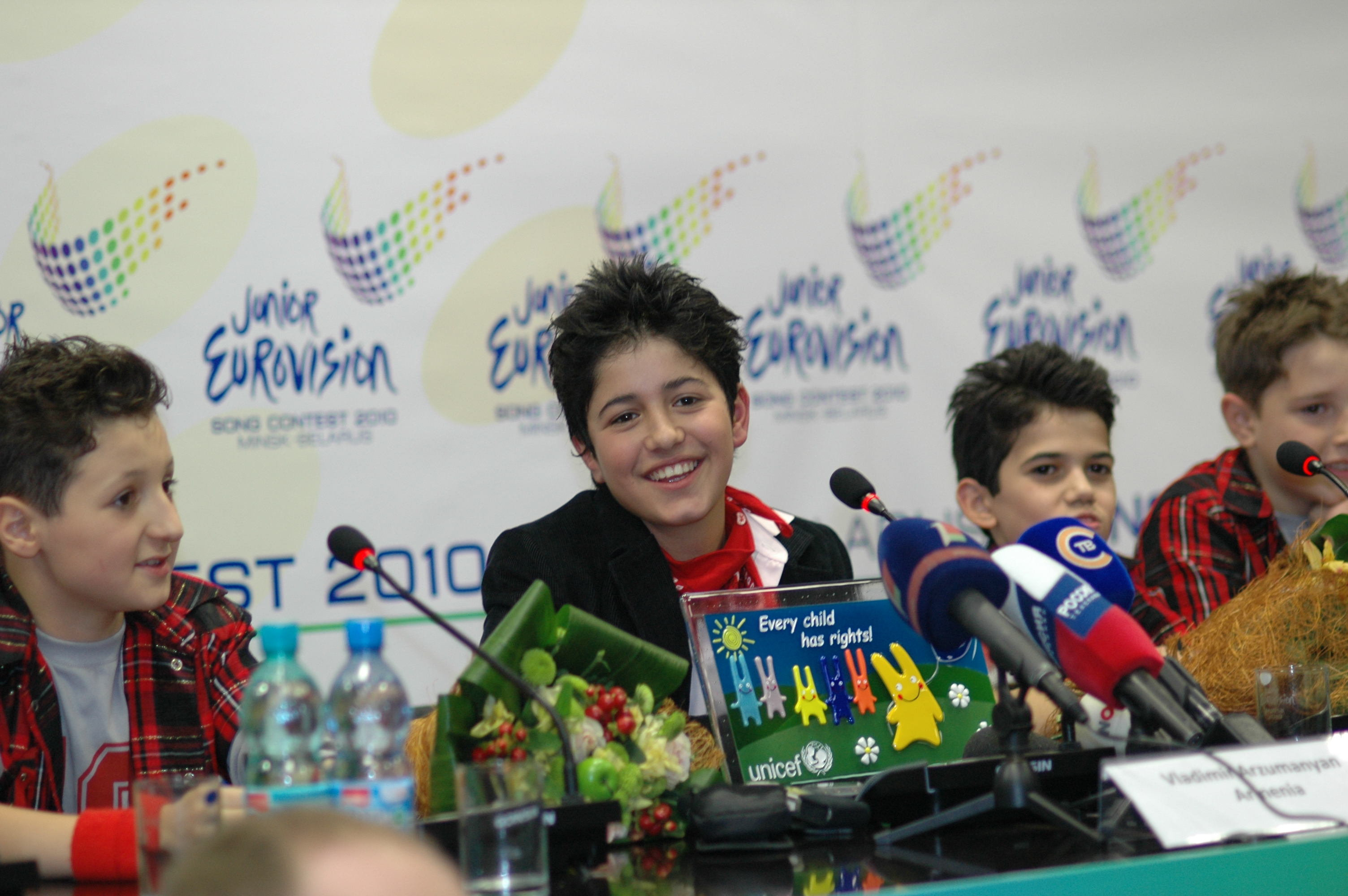
Vladimir Arzumanyan, gagnant du Concours en 2010 pour l'Arménie.
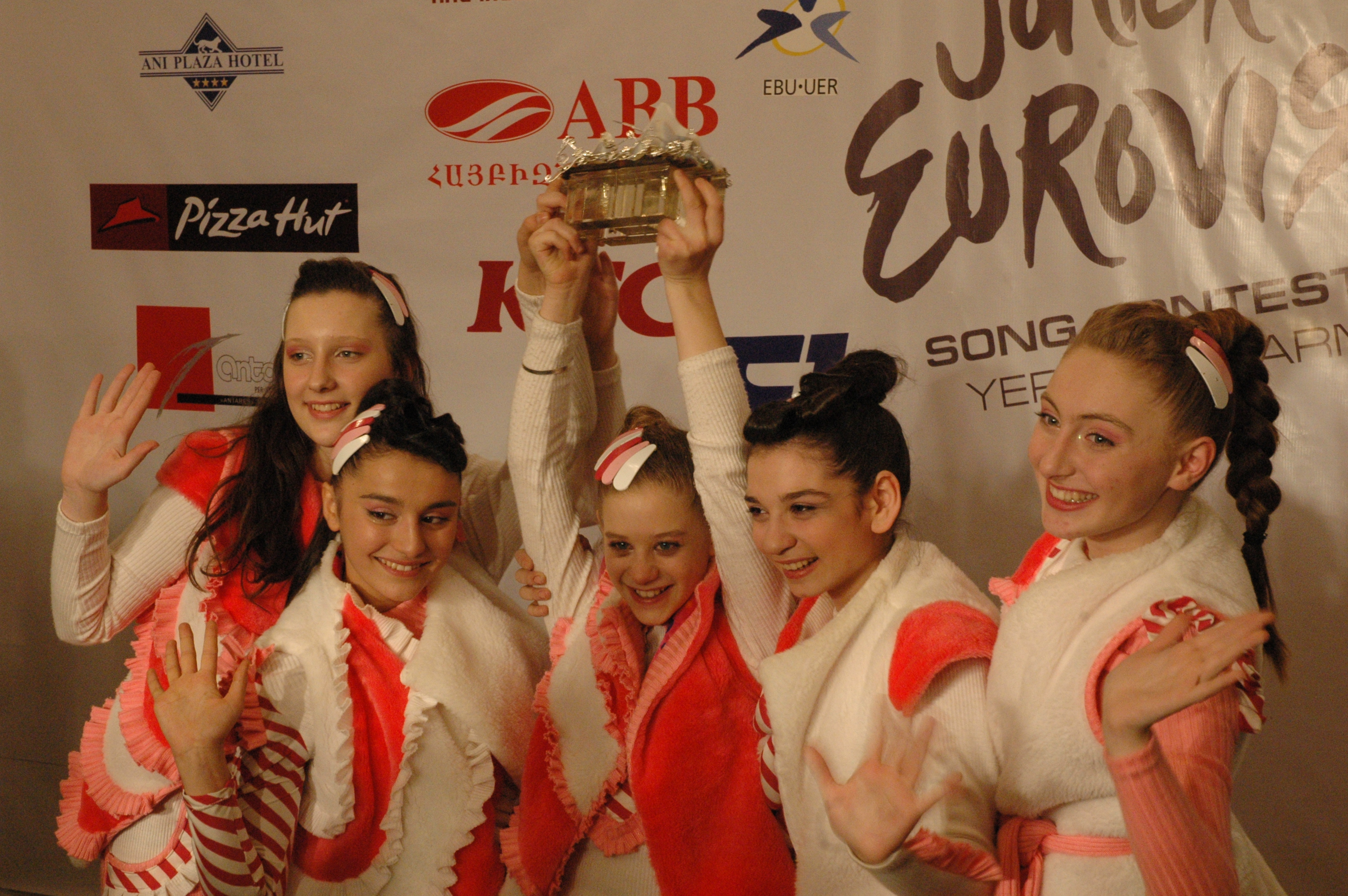
le groupe Candy, gagnants du Concours en 2011 pour la Géorgie.
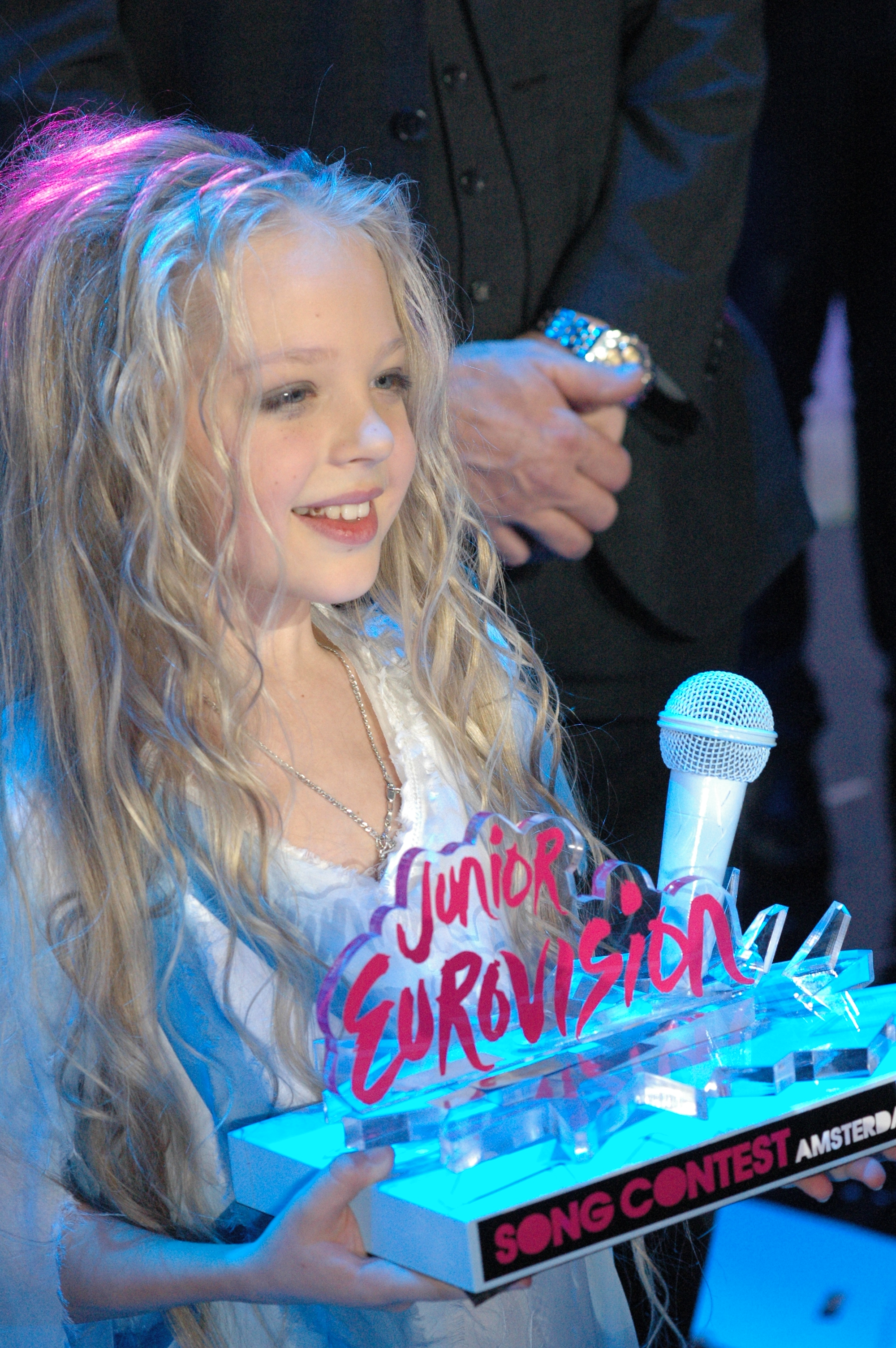
Anastasiya Petryk, gagnante du Concours en 2012 pour l'Ukraine.
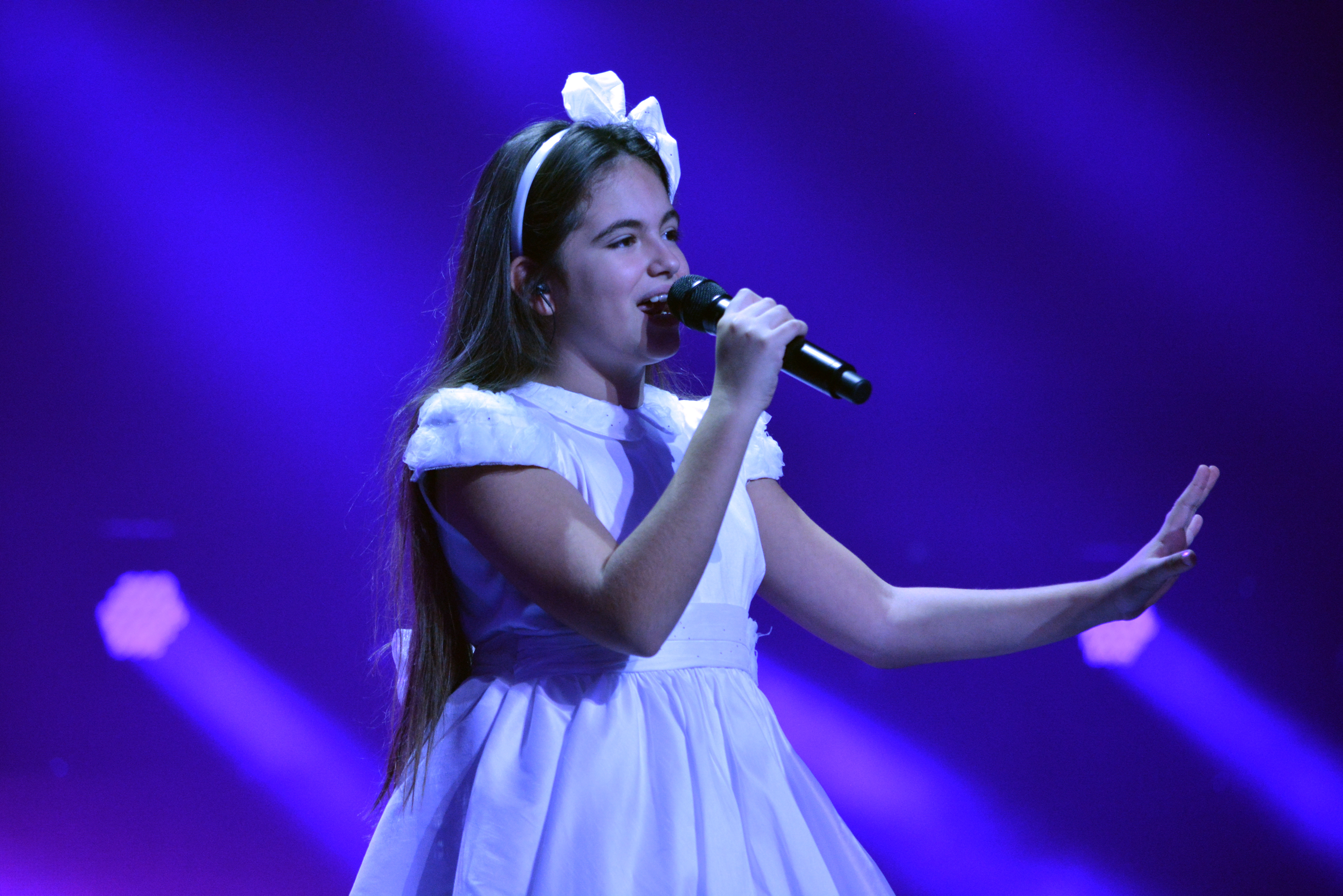
Gaia Cauchi, gagnante du Concours en 2013 pour Malte.
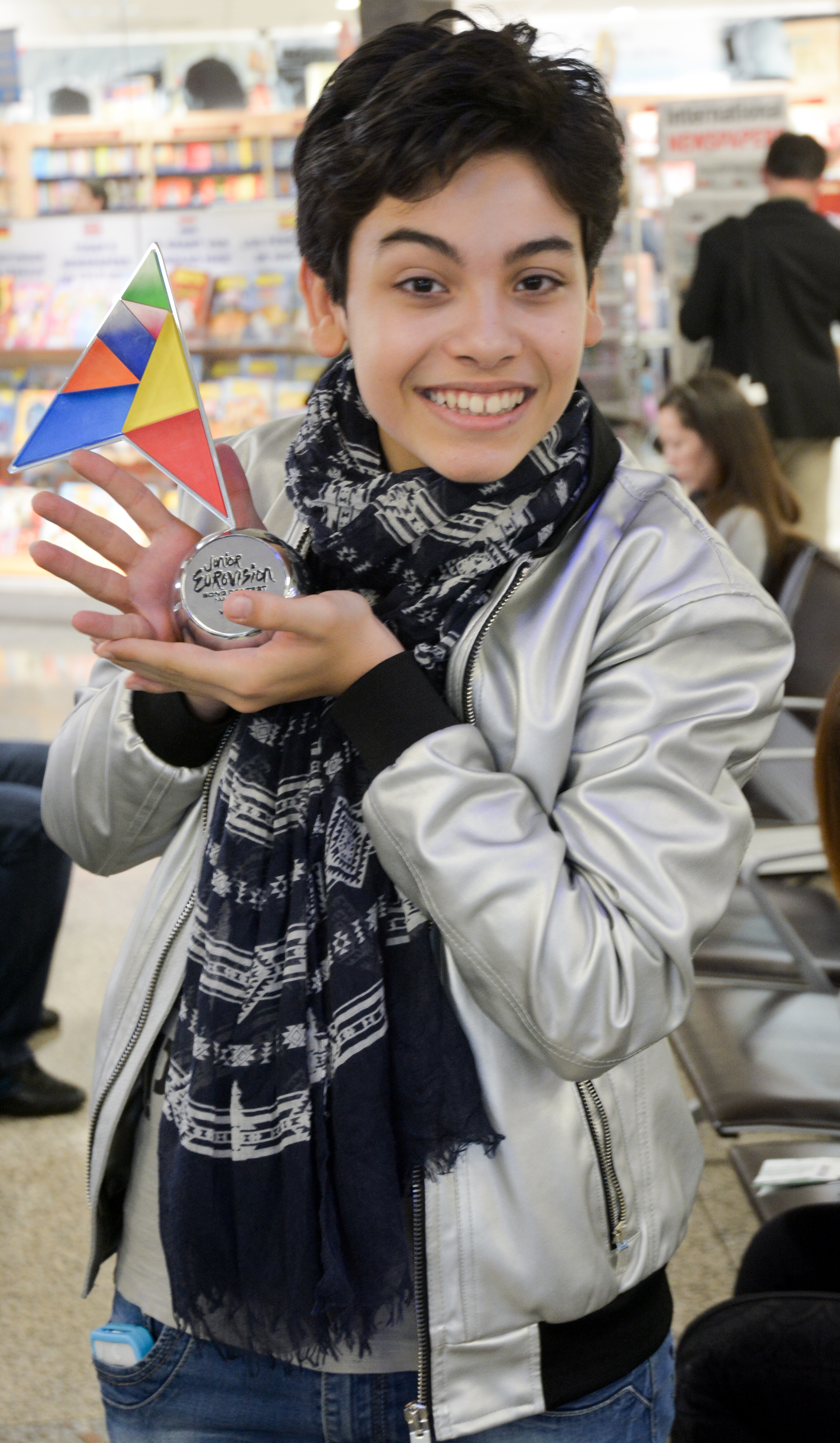
Vincenzo Cantiello, gagnant du Concours en 2014 pour l'Italie.
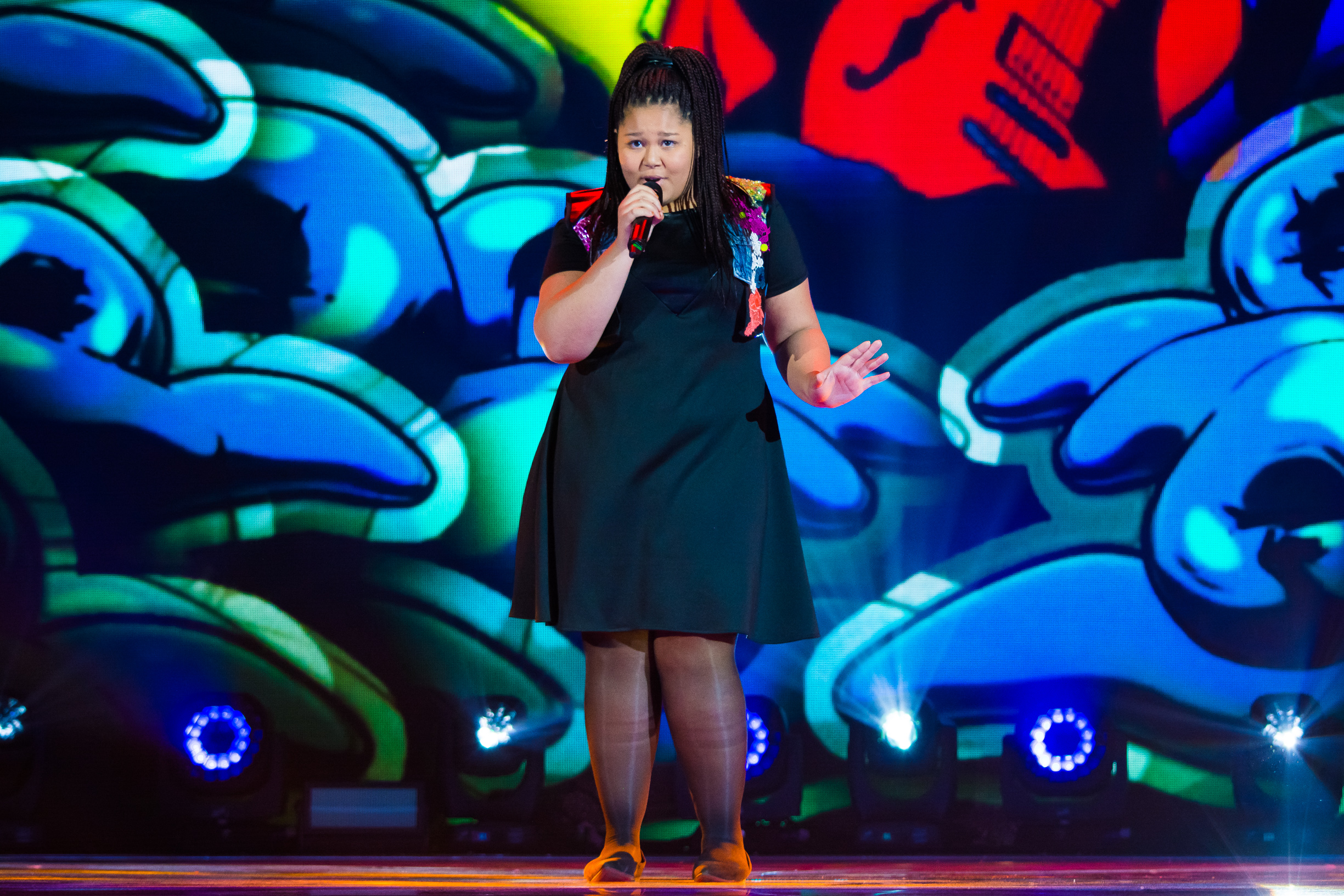
Destiny Chukunyere, gagnante du Concours en 2015 pour le Malte.
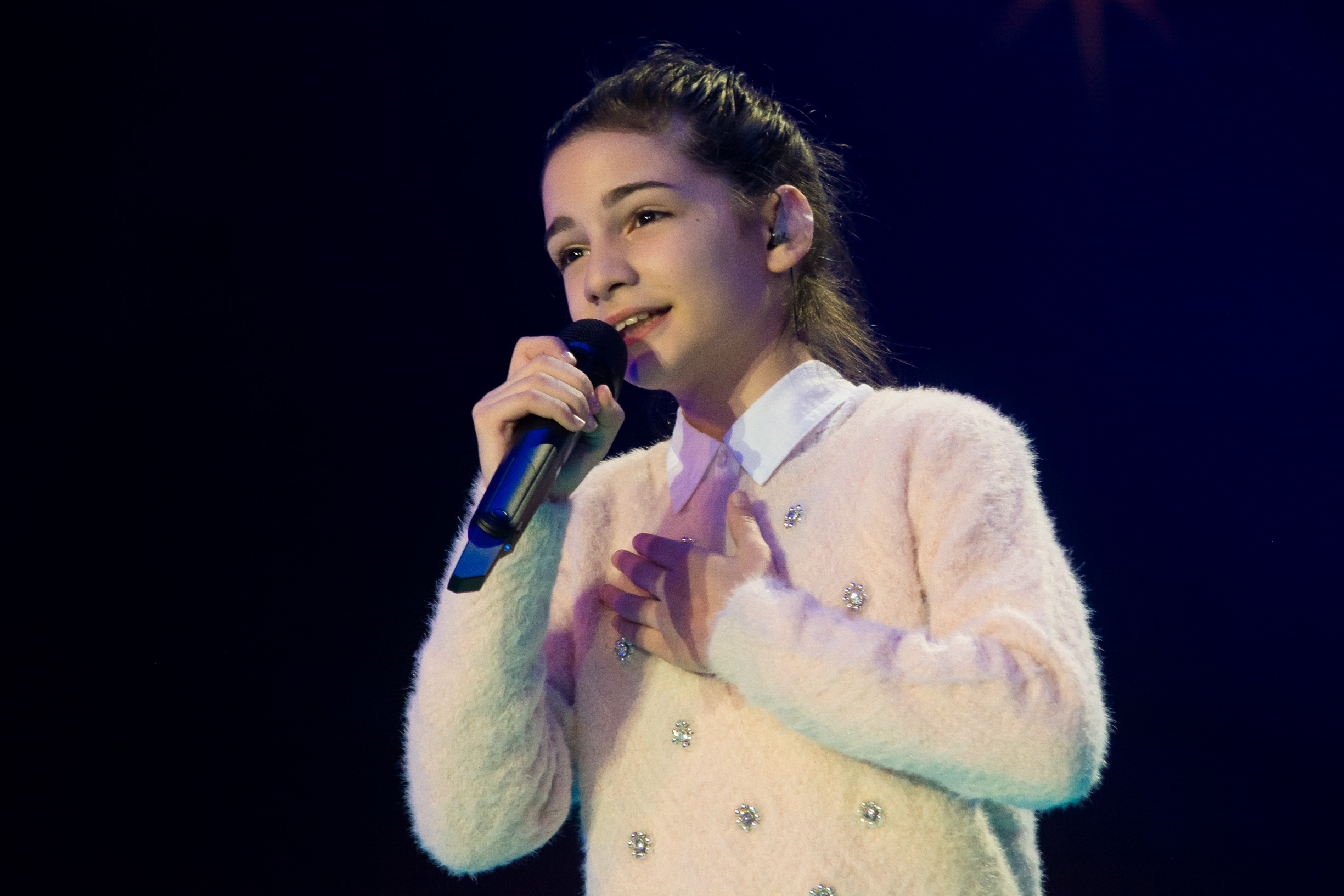
Mariam Mamadachvili, gagnante du Concours en 2016 pour la Géorgie.
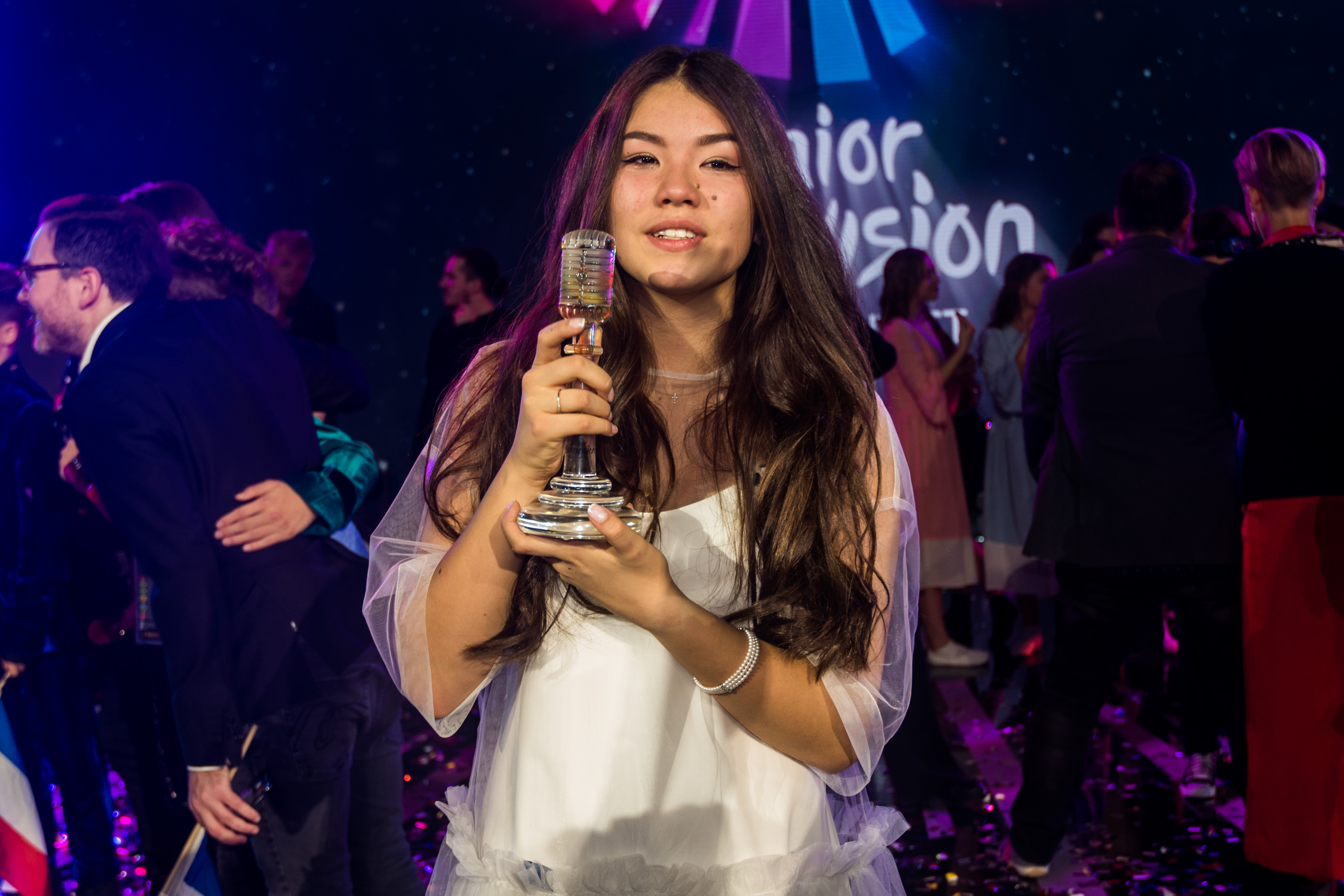
Polina Bogoussevitch, gagnante du Concours en 2017 pour la Russie.
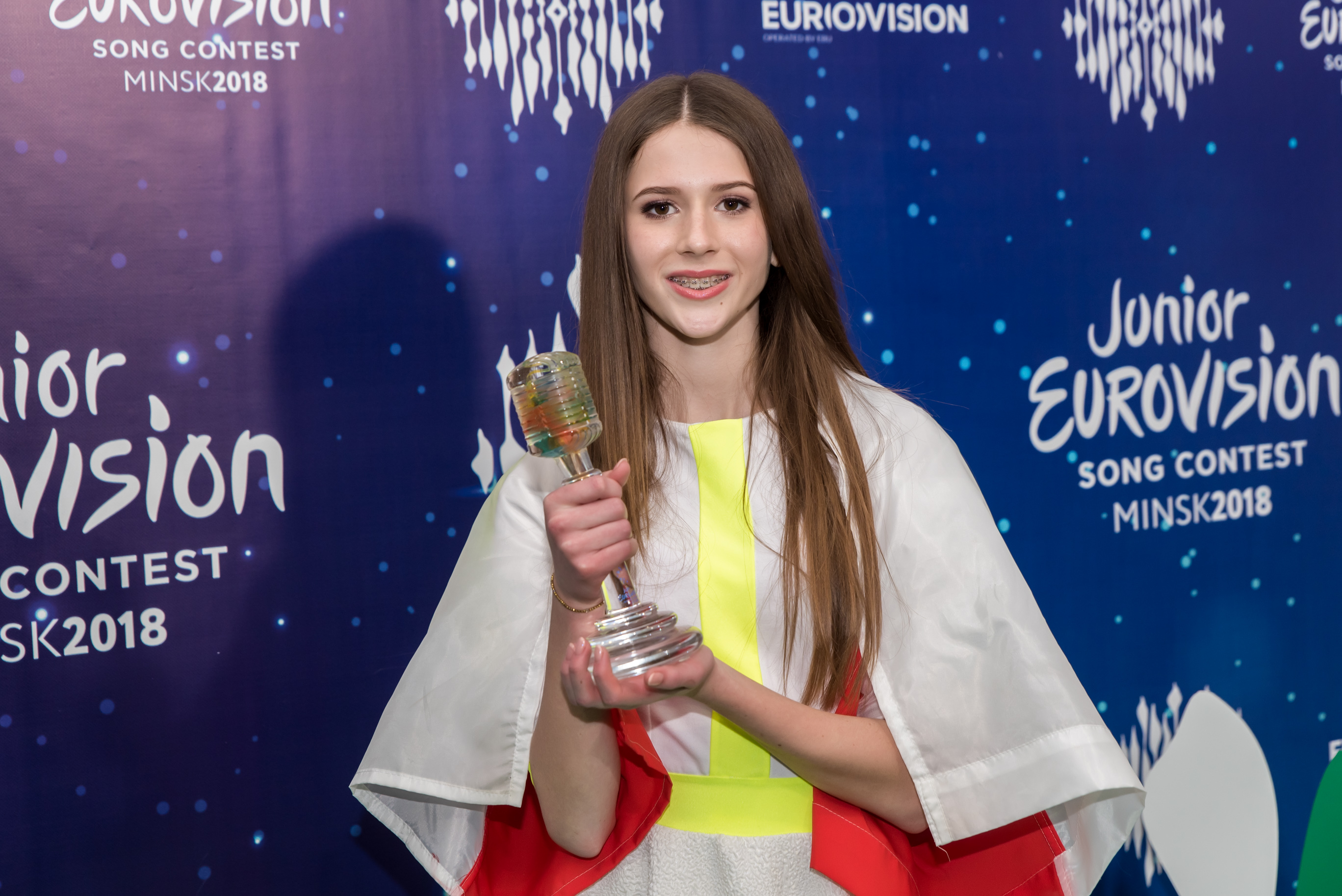
Roksana Węgiel, gagnante du Concours en 2018 pour la Pologne.
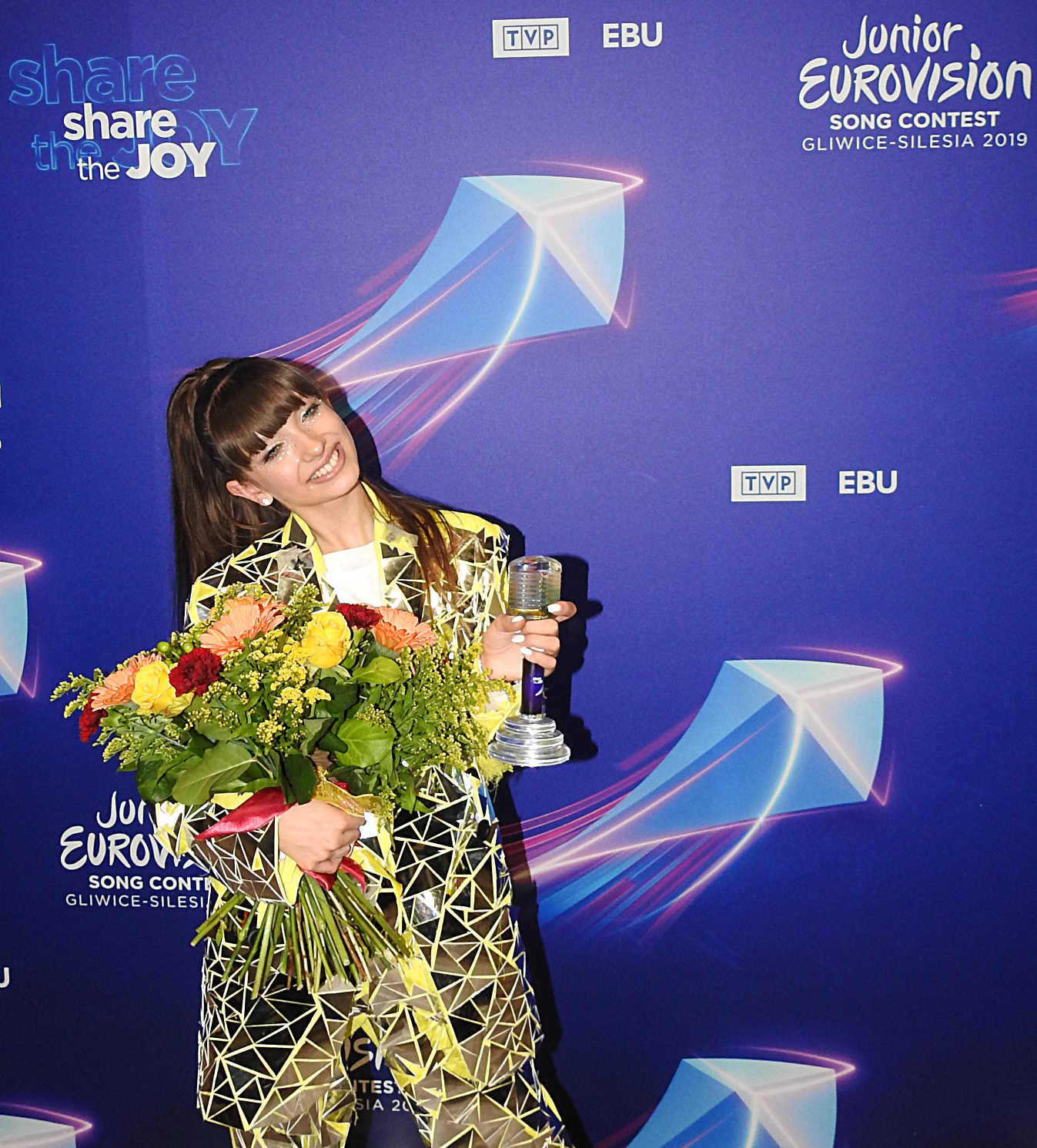
Viki Gabor, gagnante du Concours en 2019 pour la Pologne.
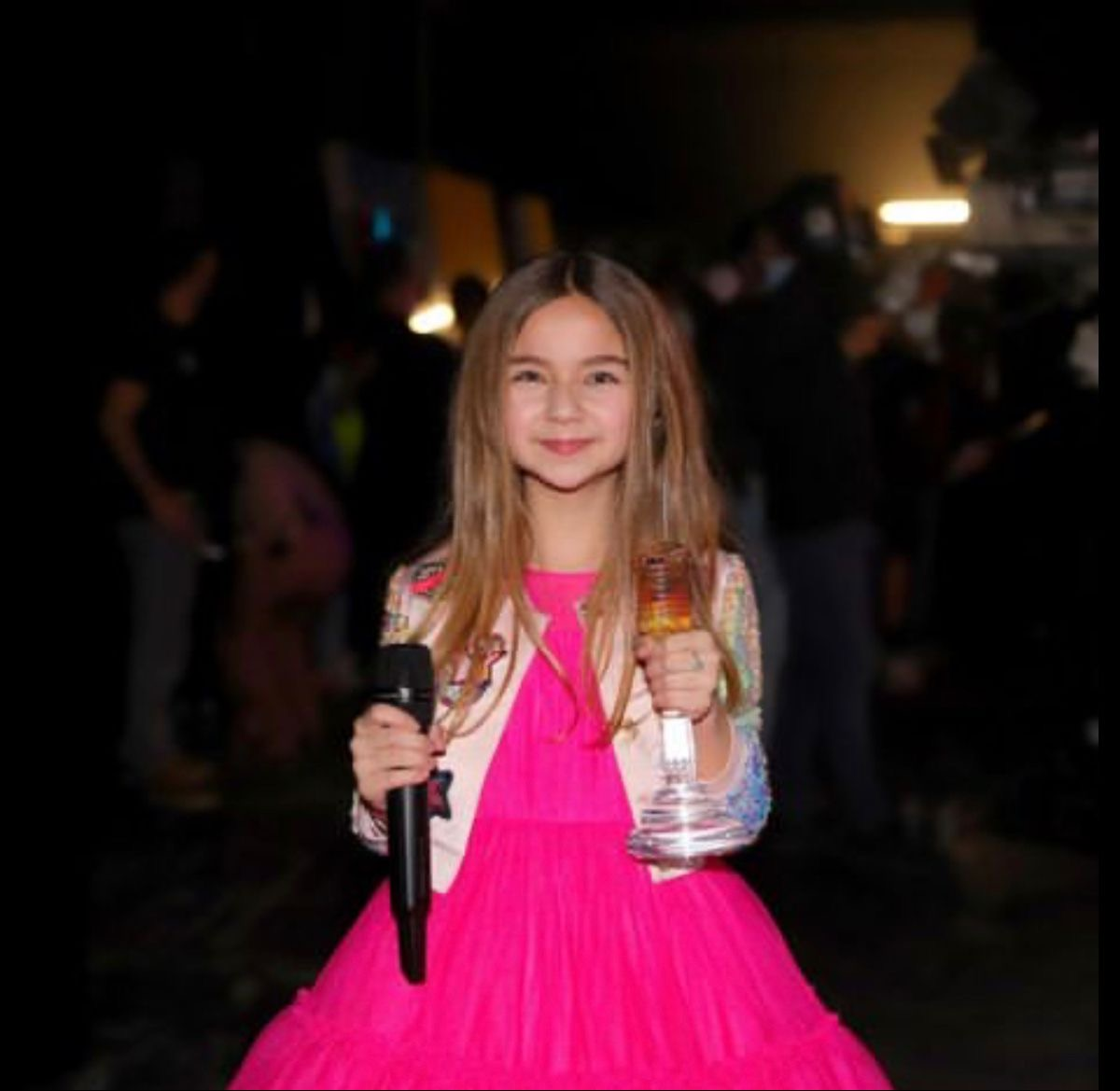
Valentina, gagnante du Concours en 2020 pour la France.